# Annequin
Annequin là một xã ở tỉnh Pas-de-Calais trong vùng Hauts-de-France.

## Dân số
| 1962                                                | 1968 | 1975 | 1982 | 1990 | 1999 |
| --------------------------------------------------- | ---- | ---- | ---- | ---- | ---- |
| 1977                                                | 2101 | 1897 | 1912 | 2086 | 2157 |
| Số liệu điều tra từ năm 1962, dân số chỉ tính 1 lần |      |      |      |      |      |